# Carl Gabriel von Scheel-Plessen
Carl Gabriel Graf von Scheel-Plessen (* 17. November 1845 in Sonderburg; † 6. April 1932 in Sierhagen) war ein deutscher Rittergutsbesitzer, Hofbeamter und Parlamentarier.

## Leben
Carl Gabriel von Scheel-Plessen studierte an der Ruprecht-Karls-Universität Heidelberg. 1866 wurde er Mitglied des Corps Guestphalia Heidelberg. Nach dem Studium wurde er Besitzer des Rittergutes Sierhagen bei Neustadt in Holstein. Er war Kammerherr.
Von 1904 bis 1918 war von Scheel-Plessen Mitglied des Preußischen Herrenhauses.